# Sci alpino ai V Giochi paralimpici invernali
Per lo sci alpino ai V Giochi paralimpici invernali di Tignes-Albertville 1992 furono disputate 48 gare (30 maschili e 18 femminili).

## Medagliere
| Posizione | Paese          |    |    |    | Totale |
| --------- | -------------- | -- | -- | -- | ------ |
| 1         | Stati Uniti    | 18 | 16 | 8  | 42     |
| 2         | Germania       | 9  | 7  | 6  | 22     |
| 3         | Austria        | 8  | 2  | 6  | 16     |
| 4         | Francia        | 4  | 4  | 5  | 13     |
| 5         | Svizzera       | 3  | 5  | 2  | 10     |
| 6         | Canada         | 2  | 4  | 6  | 12     |
| 7         | Nuova Zelanda  | 2  | 0  | 0  | 2      |
| 8         | Australia      | 1  | 1  | 2  | 4      |
| 9         | Svezia         | 1  | 1  | 1  | 3      |
| 10        | Cecoslovacchia | 0  | 3  | 1  | 4      |
| 11        | Regno Unito    | 0  | 1  | 4  | 5      |
| 11        | Nuova Zelanda  | 0  | 1  | 0  | 1      |
| 12        | Spagna         | 0  | 1  | 2  | 3      |
| 13        | Italia         | 0  | 1  | 1  | 2      |
| 14        | Danimarca      | 0  | 1  | 0  | 1      |
| 15        | Giappone       | 0  | 0  | 2  | 2      |
| 16        | Norvegia       | 0  | 0  | 1  | 1      |
| Totale    | Totale         | 48 | 47 | 47 | 142    |

## Podi
Le gare erano divise in:
- Discesa libera: uomini - donne
- Supergigante: uomini - donne
- Slalom gigante: uomini - donne
- Slalom speciale: uomini - donne

Ogni evento era separato in In piedi, Seduti e Ipo o non vedenti:
- LW2 - in piedi: amputazione alla singola gamba sopra il ginocchio
- LW3 - in piedi: amputazione ad entrambe le gambe sotto il ginocchio, paralisi cerebrale lieve o danno equivalente
- LW4 - in piedi: amputazione alla singola gamba sotto il ginocchio
- LW5/7 - in piedi: doppia amputazione braccia
- LW6/8 - in piedi: amputazione al singolo braccio
- LW9 - in piedi: amputazione o menomazione equivalente di un braccio e di una gamba
- LW10 - seduti: paraplegia con o nessuna funzione addominale superiore e nessun equilibrio di seduta funzionale
- LW11 - seduti: paraplegia con equilibrio di seduta corretto e funzionale
- B1 - ipo o non vedenti: nessuna funzione visiva
- B2 - ipo o non vedenti: funzione visiva dal 3 al 5%
- B3 - ipo o non vedenti: funzione visiva sotto il 10%

### Uomini
| Evento          | Classe           | Oro                | Argento              | Bronzo |
| Discesa libera  |                  |                    |                      |        |
| LW1,3,5/7,9     | Gerd Schönfelder | Jean-Luc Jiguet    | Jeff Dickson         |        |
| LW2             | Greg Mannino     | Juerg Gadient      | Alexander Spitz      |        |
| LW4             | Hans Burn        | Paul Fournier      | Rik Heid             |        |
| LW6/8           | Meinhard Tatschl | Markus Pfefferle   | Lionel Brun          |        |
| LW10            | Chad Colley      | Michael McDougal   | Matthew Stockford    |        |
| LW11            | Jim Martinson    | David Kiley        | Ludovic Rey-Robert   |        |
| Supergigante    |                  |                    |                      |        |
| B1              | Bruno Kuehne     | Greg Evangelatos   | Mats Linder          |        |
| B2              | Stephane Saas    | Manuel Buendía     | Odo Habermann        |        |
| B3              | Brian Santos     | Bruno Oberhammer   | Richard Burt         |        |
| LW1,3,5/7,9     | Gerd Schönfelder | Jean-Luc Jiguet    | Jeff Dickson         |        |
| LW2             | Greg Mannino     | Michael Milton     | Alexander Spitz      |        |
| LW4             | Patrick Cooper   | Rik Heid           | Hans Burn            |        |
| LW6/8           | Meinhard Tatschl | Frank Pfortmueller | Markus Pfefferle     |        |
| LW10            | Chad Colley      | Bruno Fallet       | Matthew Stockford    |        |
| LW11            | David Kiley      | Jacques Blanc      | David Munk           |        |
| Slalom gigante  |                  |                    |                      |        |
| B2              | Stephane Saas    | Lars Nielsen       | Marcos Manuel Llados |        |
| B3              | Brian Santos     | Richard Burt       | Bruno Oberhammer     |        |
| LW1,3,5/7,9     | Gerd Schönfelder | Eberhard Seischab  | Jean-Luc Jiguet      |        |
| LW2             | Alexander Spitz  | Greg Mannino       | Juerg Gadient        |        |
| LW4             | Hans Burn        | Rik Heid           | Wilfried Maetzler    |        |
| LW6/8           | Lionel Brun      | Markus Pfefferle   | Chris Griffin        |        |
| LW10            | Reinhold Sager   | Chris Waddell      | Matthew Stockford    |        |
| LW11            | David Kiley      | Jacques Blanc      | Karl Lotz            |        |
| Slalom speciale |                  |                    |                      |        |
| LW1,3,5/7,9     | Jeff Dickson     | Jean-Luc Jiguet    | Tristan Mouric       |        |
| LW2             | Michael Milton   | Greg Mannino       | Rainer Bergmann      |        |
| LW4             | Patrick Cooper   | Rik Heid           | Ewald Vogl           |        |
| LW6/8           | Lionel Brun      | Markus Pfefferle   | Reed Robinson        |        |
| LW10            | Reinhold Sager   | Chris Waddell      | Michael McDougal     |        |
| LW11            | Jacques Blanc    | David Kiley        | Michael Norton       |        |

### Donne
| Evento          | Classe                | Oro                 | Argento          | Bronzo |
| Discesa libera  |                       |                     |                  |        |
| LW2             | Sarah Billmeier       | Cathy Gentile-Patti | Roni Sasaki      |        |
| LW3,4,9         | Reinhild Möller       | Barbara Jordan      | Lana Spreeman    |        |
| LW5/7,6/8       | Nancy Gustafson       | Sandra Lynes        | Caroline Viau    |        |
| LW10-11         | Sarah Will            | Gerda Pamler        | Candace Cable    |        |
| Supergigante    |                       |                     |                  |        |
| B1-3            | Elisabeth Dos-Kellner | Katerina Tepla      | Andrea Piribauer |        |
| LW2             | Roni Sasaki           | Sarah Billmeier     | Helga Knapp      |        |
| LW3,4,9         | Reinhild Möller       | Lana Spreeman       | Renate Hjortland |        |
| LW5/7,6/8       | Caroline Viau         | Marcela Misunova    | Dagmar Vollmer   |        |
| LW10-11         | Sarah Will            | Gerda Pamler        | Toshiko Gouno    |        |
| Slalom gigante  |                       |                     |                  |        |
| B1-3            | Elisabeth Dos-Kellner | Katerina Tepla      | Magda Amo        |        |
| LW2             | Sarah Billmeier       | Cathy Gentile-Patti | Nadine Laurent   |        |
| LW3,4,9         | Reinhild Möller       | Barbara Jordan      | Lana Spreeman    |        |
| LW5/7,6/8       | Nancy Gustafson       | Sandra Lynes        | Caroline Viau    |        |
| LW10-11         | Marit Ruth            | Shannon Bloedel     | Candace Cable    |        |
| Slalom speciale |                       |                     |                  |        |
| LW2             | Helga Knapp           | Nadine Laurent      | Roni Sasaki      |        |
| LW3,4,9         | Reinhild Möller       | Lana Spreeman       | Barbara Jordan   |        |
| LW5/7,6/8       | Nancy Gustafson       | Maria Sund          | Marcela Misunova |        |
| LW10-11         | Gerda Pamler          | Candace Cable       | Toshiko Gouno    |        |